# Love Is a Battlefield (ER)
Love Is a Battlefield is de dertiende aflevering van het vijftiende seizoen van de televisieserie ER, die voor het eerst werd uitgezonden op 22 januari 2009.

## Verhaal
Dr. Morris behandelt een meisje dat aangereden is door een auto. Als haar vriend op de SEH haar op komt zoeken vermoedt dr. Morris dat er meer aan de hand is dan dat zij vertelt, en dat de vriend hier meer mee te maken heeft. De patiënte geeft dit niet toe en wordt door haar ouders mee naar huis genomen, later blijkt dr. Morris toch gelijk te hebben als er een drama plaatsvindt bij haar thuis. Ondertussen ziet hij politieagente Diaz weer en krijgt gevoelens voor haar. 
Dr. Gates vindt het moeilijk om zijn gevoelens voor Taggart opzij te zetten. In een dronken bui zoekt hij toenadering naar dr. Wade, dit leidt weer tot jaloerse gevoelens bij Taggart. 
Dr. Rasgotra wordt nerveus als dr. Brenner weer terug is vanuit Australië, zij wil niet toegeven aan haar gevoelens voor hem. 
De eigenaar van het restaurant tegenover het ziekenhuis wint de hoofdrijs van een loterij en is nu miljonair. De winnaar kan het niet bevatten en denkt door de spanningen dat hij nu allerlei kwalen heeft. 

## Rolverdeling

### Hoofdrollen
- Parminder Nagra - Dr. Neela Rasgrota
- John Stamos - Dr. Tony Gates
- Scott Grimes - Dr. Archie Morris
- David Lyons - Dr. Simon Brenner
- Angela Bassett - Dr. Cate Banfield
- Courtney B. Vance - Russell Banfield
- Amy Aquino - Dr. Janet Coburn
- Gil McKinney - Dr. Paul Grady
- Michael B. Silver - Dr. Paul Myers
- Shiri Appleby - Dr. Daria Wade
- Emily Rose - Dr. Tracy Martin
- Linda Cardellini - verpleegster Samantha Taggart
- Laura Cerón - verpleegster Chuny Marquez
- Deezer D - verpleger Malik McGrath
- Angel Laketa Moore - verpleegster Dawn Archer
- Lyn Alicia Henderson - ambulancemedewerker Pamela Olbes
- Brendan Patrick Connor - ambulancemedewerker Reidy
- Brian Lester - ambulancemedewerker Brian Dumar
- Justina Machado - Claudia Diaz
- Troy Evans - Frank Martin

### Gastrollen (selectie)
- Garry Marshall - Harry Feingold
- Debra Mooney - Barbara Feingold
- Imani Hakim - Anastasia Johnson
- Christa B. Allen - Jody Nugent
- Eve Gordon - Mrs. Nugent
- Monique Daniels - Sheila Johnson
- Marshall Manesh - Babu
- Andy Fischer-Price - Tommy Cole